# Nav Katze
Nav Katze（ナーヴ・カッツェ）は、1984年に結成された日本のロックバンド。

## 来歴
1984年に山口美和子、飯村直子、古舘詩乃により結成。しばらくライブ活動を中心に活動していたが、1986年12月、岡田徹のプロデュースによる12インチ・シングル「NAV KATZE」（SWITCH）をインディーズで発売。
1991年4月21日、Invitationから「歓喜」でメジャー・デビューを果たした。後にドラムの古舘詩乃が脱退以降もコンスタントにオリジナル・アルバムを発表していたが、1996年5月22日発売「Gentle&Elegance」を最後にオリジナル・アルバムの発売は中断している。

## ディスコグラフィ

### シングル
- 夕なぎ（1987年8月21日）SWITCH　 C/W 闇と遊ばないで
- Frozen Flower（1992年7月1日）Invitation・VIDL-10256 アニメ「電影少女」挿入歌 C/W メッセージ（オリジナル・アルバム未収録）

### 12インチ・シングル
- Nav Katze（1986年12月）SWITCH
- OyZaC（1987年9月）SWITCH

### オリジナル・アルバム
- 歓喜（1991年4月21日）Invitation・VICL-145
- 新月（1991年11月21日）Invitation・VICL-255
- The Last Rose in Summer（1992年9月23日）Invitation・VICL-334
- OUT（1994年3月24日）Invitation・VICL-2129　LUNA SEA全員がゲスト参加
- うわのそら（1994年5月21日）Invitation・VICL-527　INORANがゲスト参加
- Gentle&Elegance（1996年5月22日）Invitation・VICL-746

### リミックス・アルバム
- Never mind the distortion（1994年9月20日）Invitation・VICL-568　エイフェックス・ツイン、ブラック・ドッグらによるリミックス・アルバム
- Never mind the distortion II（1997年5月21日）Invitation・VICL-60025　オウテカ、ミュージックらによるリミックス・アルバム

### コンピレーション・アルバム
- Les Enfants 2（1989年9月）ポリドール
  - ジョー・ジャクソンの「It's A Different For Girls」のカバーで参加。
- ADVENTURES in Turn To The Pop（1990年2月21日）SWITCH
  - マドンナ「ライク・ア・ヴァージン」のカバーで参加。
- NAV KATZE（1989年10月21日）SWITCH
  - 12インチ「NAV KATZE」「OyZaC」を合わせた2 in 1。
- NAV KATZE 1986-1987（1991年5月21日）SWITCH
  - 上記「NAV KATZE」と同じ収録曲・曲順。ジャケ写はモノクロではなくカラー。
- NAV KATZE switch complete 1986-1987（2001年8月23日）SWITCH
  - 上記「NAV KATZE」と同じ収録曲・曲順は異なる。

## タイアップ一覧
| 使用年 | 曲名          | タイアップ                            |
| ------ | ------------- | ------------------------------------- |
| 1992年 | Frozen Flower | OVA『電影少女 -VIDEO GIRL AI-』挿入歌 |
| 1992年 | メッセージ    | OVA『電影少女 -VIDEO GIRL AI-』挿入歌 |